# Risu-Suurküla
Risu-Suurküla est un village de la commune de Märjamaa située dans le comté de Rapla en Estonie.